# Distretto di Dadeldhura
Il distretto di Dadeldhura è un distretto del Nepal, in seguito alla riforma costituzionale del 2015 fa parte della provincia Sudurpashchim Pradesh. 
Il capoluogo è Amargadhi.
Geograficamente il distretto appartiene alla zona collinare delle Mahabharat Lekh.

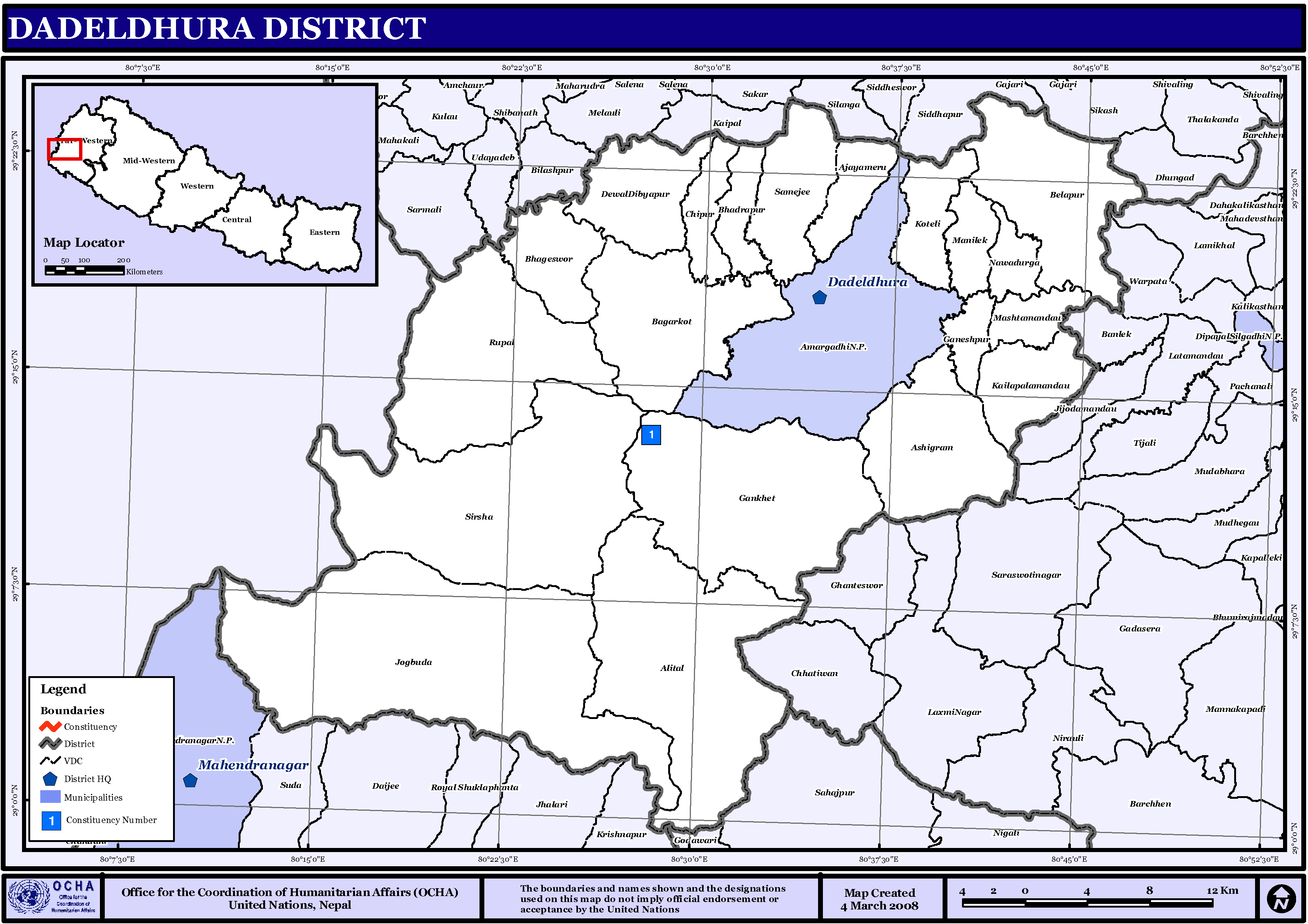
Mappa del distretto di Dadeldhura

Il principale gruppo presente nel distretto è quello dei Chhetri.